# Cyrtognatha nigrovittata
Cyrtognatha nigrovittata är en spindelart som beskrevs av Eugen von Keyserling 1881. Cyrtognatha nigrovittata ingår i släktet Cyrtognatha och familjen käkspindlar.
Artens utbredningsområde är Peru. Inga underarter finns listade i Catalogue of Life.